# 앨라배마주의 통계 지구

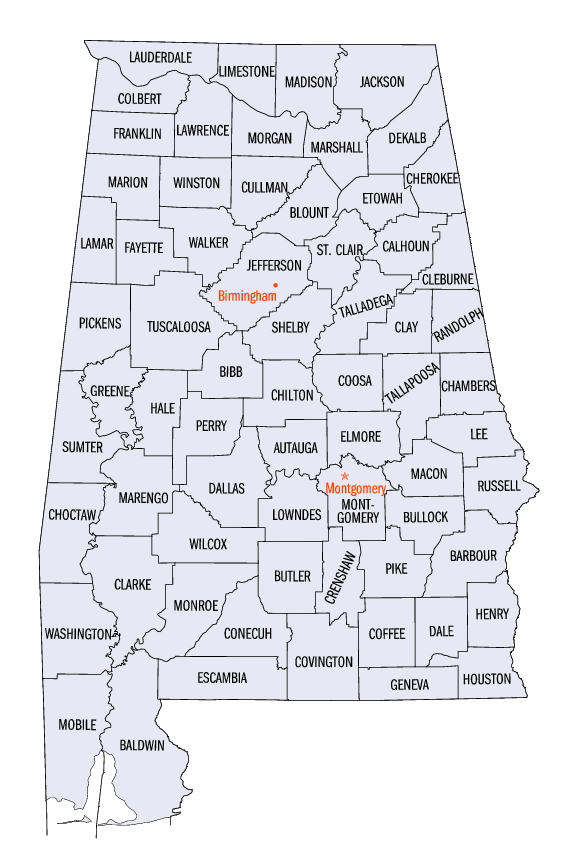
앨라배마 주의 군들

앨라배마의 주기

앨라배마의 통계 지구(Alabama Statistical Area)는 앨라배마 주에 있는 통계 지구이다.

## 범례
| 범례      | 의미                                     |
| --------- | ---------------------------------------- |
|           | 조지아에 속하는 지역                     |
|           | 플로리다에 속하는 지역                   |
|           | 2개의 주 이상에 걸친 지역(앨라배마 해당) |
| 초록 글씨 | 다른 주에 속하는 지역의 인구 수          |
| 파란 글씨 | 앨라배마와 다른 주에 걸친 지역의 인구 수 |

## 배치도
| 복합 통계 지구                                 | 인구             | 핵심 기반 통계 지구                 | 인구           | 군           | 인구      |
| ---------------------------------------------- | ---------------- | ----------------------------------- | -------------- | ------------ | --------- |
| 버밍엄-후버-탈레디가 지구                      | 1,317,702        | 버밍엄-후버 지구                    | 1,090,435      | 제퍼슨       | 658,573   |
| 버밍엄-후버-탈레디가 지구                      | 1,317,702        | 버밍엄-후버 지구                    | 1,090,435      | 셸비         | 217,702   |
| 버밍엄-후버-탈레디가 지구                      | 1,317,702        | 버밍엄-후버 지구                    | 1,090,435      | 세인트클레어 | 89,512    |
| 버밍엄-후버-탈레디가 지구                      | 1,317,702        | 버밍엄-후버 지구                    | 1,090,435      | 블런트       | 57,826    |
| 버밍엄-후버-탈레디가 지구                      | 1,317,702        | 버밍엄-후버 지구                    | 1,090,435      | 칠턴         | 44,428    |
| 버밍엄-후버-탈레디가 지구                      | 1,317,702        | 버밍엄-후버 지구                    | 1,090,435      | 비브         | 22,394    |
| 버밍엄-후버-탈레디가 지구                      | 1,317,702        | 쿨만 지구                           | 83,768         | 쿨만         | 83,768    |
| 버밍엄-후버-탈레디가 지구                      | 1,317,702        | 탈레디가-실라코가 지구              | 79,978         | 탈레디가     | 79,978    |
| 버밍엄-후버-탈레디가 지구                      | 1,317,702        | 재스퍼 지구                         | 63,521         | 워커         | 63,521    |
| 모빌-대프니-페어호프 지구                      | 652,770          | 모빌 지구                           | 429,536        | 모빌         | 413,210   |
| 모빌-대프니-페어호프 지구                      | 652,770          | 모빌 지구                           | 429,536        | 워싱턴       | 16,326    |
| 모빌-대프니-페어호프 지구                      | 652,770          | 대프니-페어호프-폴리 지구           | 223,234        | 볼드윈       | 223,234   |
| 헌츠빌-디케이터 지구                           | 624,427          | 헌츠빌 지구                         | 471,824        | 매디슨       | 372,909   |
| 헌츠빌-디케이터 지구                           | 624,427          | 헌츠빌 지구                         | 471,824        | 라임스톤     | 98,915    |
| 헌츠빌-디케이터 지구                           | 624,427          | 디케이터 지구                       | 152,603        | 모건         | 119,679   |
| 헌츠빌-디케이터 지구                           | 624,427          | 디케이터 지구                       | 152,603        | 로렌스       | 32,924    |
| 몽고메리-셀마-알렉산더시티 지구                | 461,516          | 몽고메리 지구                       | 373,290        | 몽고메리     | 226,486   |
| 몽고메리-셀마-알렉산더시티 지구                | 461,516          | 몽고메리 지구                       | 373,290        | 엘모어       | 81,209    |
| 몽고메리-셀마-알렉산더시티 지구                | 461,516          | 몽고메리 지구                       | 373,290        | 오토가       | 55,869    |
| 몽고메리-셀마-알렉산더시티 지구                | 461,516          | 몽고메리 지구                       | 373,290        | 론데스       | 9,726     |
| 몽고메리-셀마-알렉산더시티 지구                | 461,516          | 알렉산더시티 지구                   | 51,030         | 탤러푸사     | 40,367    |
| 몽고메리-셀마-알렉산더시티 지구                | 461,516          | 알렉산더시티 지구                   | 51,030         | 쿠사         | 10,663    |
| 몽고메리-셀마-알렉산더시티 지구                | 461,516          | 셀마 지구                           | 37,196         | 댈러스       | 37,196    |
| 콜럼버스-오번-오펠리카 지구                    | 485,590 222,503  | 콜럼버스 지구                       | 321,048 57,961 | 머스코지     | 195,769   |
| 콜럼버스-오번-오펠리카 지구                    | 485,590 222,503  | 콜럼버스 지구                       | 321,048 57,961 | 러셀         | 57,961    |
| 콜럼버스-오번-오펠리카 지구                    | 485,590 222,503  | 콜럼버스 지구                       | 321,048 57,961 | 해리스       | 35,236    |
| 콜럼버스-오번-오펠리카 지구                    | 485,590 222,503  | 콜럼버스 지구                       | 321,048 57,961 | 채터후치     | 10,907    |
| 콜럼버스-오번-오펠리카 지구                    | 485,590 222,503  | 콜럼버스 지구                       | 321,048 57,961 | 매리언       | 8,359     |
| 콜럼버스-오번-오펠리카 지구                    | 485,590 222,503  | 콜럼버스 지구                       | 321,048 57,961 | 스튜어트     | 6,621     |
| 콜럼버스-오번-오펠리카 지구                    | 485,590 222,503  | 콜럼버스 지구                       | 321,048 57,961 | 탤벗         | 6,195     |
| 콜럼버스-오번-오펠리카 지구                    | 485,590 222,503  | 오번-오펠리카 지구                  | 164,542        | 리           | 164,542   |
| 도던-오자크 지구                               | 198,530          | 도던 지구                           | 140,358        | 휴스턴       | 105,882   |
| 도던-오자크 지구                               | 198,530          | 도던 지구                           | 140,358        | 제네바       | 26,271    |
| 도던-오자크 지구                               | 198,530          | 도던 지구                           | 140,358        | 헨리         | 17,205    |
| 도던-오자크 지구                               | 198,530          | 오자크 지구                         | 49,172         | 데일         | 49,172    |
| 스코츠버러-포트페인 지구                       | 123,139          | 포트페인 지구                       | 71,513         | 디캘브       | 71,513    |
| 스코츠버러-포트페인 지구                       | 123,139          | 스코츠버러 지구                     | 51,626         | 잭슨         | 51,626    |
| 펜서콜라-페리패스 지구                         | 539,262 36,663   | 펜서콜라-페리패스-브렌트 지구       | 502,629        | 에스캄비아   | 318,316   |
| 펜서콜라-페리패스 지구                         | 539,262 36,663   | 펜서콜라-페리패스-브렌트 지구       | 502,629        | 산타로사     | 184,313   |
| 펜서콜라-페리패스 지구                         | 539,262 36,663   | 앳모어 지구                         | 36,633         | 에스캄비아   | 36,633    |
| 애틀랜타-애선스-클라크카운티-샌디스프링스 지구 | 6,853,392 33,254 | 애틀랜타-샌디스프링스-알파레타 지구 | 6,020,364      | 풀턴         | 1,063,937 |
| 애틀랜타-애선스-클라크카운티-샌디스프링스 지구 | 6,853,392 33,254 | 애틀랜타-샌디스프링스-알파레타 지구 | 6,020,364      | 그위닛       | 936,250   |
| 애틀랜타-애선스-클라크카운티-샌디스프링스 지구 | 6,853,392 33,254 | 애틀랜타-샌디스프링스-알파레타 지구 | 6,020,364      | 코브         | 760,141   |
| 애틀랜타-애선스-클라크카운티-샌디스프링스 지구 | 6,853,392 33,254 | 애틀랜타-샌디스프링스-알파레타 지구 | 6,020,364      | 디캘브       | 759,297   |
| 애틀랜타-애선스-클라크카운티-샌디스프링스 지구 | 6,853,392 33,254 | 애틀랜타-샌디스프링스-알파레타 지구 | 6,020,364      | 클레이턴     | 292,256   |
| 애틀랜타-애선스-클라크카운티-샌디스프링스 지구 | 6,853,392 33,254 | 애틀랜타-샌디스프링스-알파레타 지구 | 6,020,364      | 체로키       | 258,773   |
| 애틀랜타-애선스-클라크카운티-샌디스프링스 지구 | 6,853,392 33,254 | 애틀랜타-샌디스프링스-알파레타 지구 | 6,020,364      | 포사이스     | 244,252   |
| 애틀랜타-애선스-클라크카운티-샌디스프링스 지구 | 6,853,392 33,254 | 애틀랜타-샌디스프링스-알파레타 지구 | 6,020,364      | 헨리         | 234,561   |
| 애틀랜타-애선스-클라크카운티-샌디스프링스 지구 | 6,853,392 33,254 | 애틀랜타-샌디스프링스-알파레타 지구 | 6,020,364      | 폴딩         | 168,667   |
| 애틀랜타-애선스-클라크카운티-샌디스프링스 지구 | 6,853,392 33,254 | 애틀랜타-샌디스프링스-알파레타 지구 | 6,020,364      | 코웨타       | 148,509   |
| 애틀랜타-애선스-클라크카운티-샌디스프링스 지구 | 6,853,392 33,254 | 애틀랜타-샌디스프링스-알파레타 지구 | 6,020,364      | 더글러스     | 146,343   |
| 애틀랜타-애선스-클라크카운티-샌디스프링스 지구 | 6,853,392 33,254 | 애틀랜타-샌디스프링스-알파레타 지구 | 6,020,364      | 캐럴         | 119,992   |
| 애틀랜타-애선스-클라크카운티-샌디스프링스 지구 | 6,853,392 33,254 | 애틀랜타-샌디스프링스-알파레타 지구 | 6,020,364      | 페이엣       | 114,421   |
| 애틀랜타-애선스-클라크카운티-샌디스프링스 지구 | 6,853,392 33,254 | 애틀랜타-샌디스프링스-알파레타 지구 | 6,020,364      | 뉴턴         | 111,744   |
| 애틀랜타-애선스-클라크카운티-샌디스프링스 지구 | 6,853,392 33,254 | 애틀랜타-샌디스프링스-알파레타 지구 | 6,020,364      | 바토         | 107,738   |
| 애틀랜타-애선스-클라크카운티-샌디스프링스 지구 | 6,853,392 33,254 | 애틀랜타-샌디스프링스-알파레타 지구 | 6,020,364      | 월턴         | 94,593    |
| 애틀랜타-애선스-클라크카운티-샌디스프링스 지구 | 6,853,392 33,254 | 애틀랜타-샌디스프링스-알파레타 지구 | 6,020,364      | 록데일       | 90,896    |
| 애틀랜타-애선스-클라크카운티-샌디스프링스 지구 | 6,853,392 33,254 | 애틀랜타-샌디스프링스-알파레타 지구 | 6,020,364      | 배로         | 83,240    |
| 애틀랜타-애선스-클라크카운티-샌디스프링스 지구 | 6,853,392 33,254 | 애틀랜타-샌디스프링스-알파레타 지구 | 6,020,364      | 스폴딩       | 66,703    |
| 애틀랜타-애선스-클라크카운티-샌디스프링스 지구 | 6,853,392 33,254 | 애틀랜타-샌디스프링스-알파레타 지구 | 6,020,364      | 피켄스       | 32,591    |
| 애틀랜타-애선스-클라크카운티-샌디스프링스 지구 | 6,853,392 33,254 | 애틀랜타-샌디스프링스-알파레타 지구 | 6,020,364      | 해럴슨       | 29,792    |
| 애틀랜타-애선스-클라크카운티-샌디스프링스 지구 | 6,853,392 33,254 | 애틀랜타-샌디스프링스-알파레타 지구 | 6,020,364      | 도슨         | 26,108    |
| 애틀랜타-애선스-클라크카운티-샌디스프링스 지구 | 6,853,392 33,254 | 애틀랜타-샌디스프링스-알파레타 지구 | 6,020,364      | 버트         | 24,936    |
| 애틀랜타-애선스-클라크카운티-샌디스프링스 지구 | 6,853,392 33,254 | 애틀랜타-샌디스프링스-알파레타 지구 | 6,020,364      | 메리웨더     | 21,167    |
| 애틀랜타-애선스-클라크카운티-샌디스프링스 지구 | 6,853,392 33,254 | 애틀랜타-샌디스프링스-알파레타 지구 | 6,020,364      | 모건         | 19,276    |
| 애틀랜타-애선스-클라크카운티-샌디스프링스 지구 | 6,853,392 33,254 | 애틀랜타-샌디스프링스-알파레타 지구 | 6,020,364      | 러마         | 19,077    |
| 애틀랜타-애선스-클라크카운티-샌디스프링스 지구 | 6,853,392 33,254 | 애틀랜타-샌디스프링스-알파레타 지구 | 6,020,364      | 파이크       | 18,962    |
| 애틀랜타-애선스-클라크카운티-샌디스프링스 지구 | 6,853,392 33,254 | 애틀랜타-샌디스프링스-알파레타 지구 | 6,020,364      | 재스퍼       | 14,219    |
| 애틀랜타-애선스-클라크카운티-샌디스프링스 지구 | 6,853,392 33,254 | 애틀랜타-샌디스프링스-알파레타 지구 | 6,020,364      | 허드         | 11,923    |
| 애틀랜타-애선스-클라크카운티-샌디스프링스 지구 | 6,853,392 33,254 | 애선스-클라크카운티 지구            | 213,750        | 클라크       | 128,331   |
| 애틀랜타-애선스-클라크카운티-샌디스프링스 지구 | 6,853,392 33,254 | 애선스-클라크카운티 지구            | 213,750        | 오코니       | 40,280    |
| 애틀랜타-애선스-클라크카운티-샌디스프링스 지구 | 6,853,392 33,254 | 애선스-클라크카운티 지구            | 213,750        | 매디슨       | 29,880    |
| 애틀랜타-애선스-클라크카운티-샌디스프링스 지구 | 6,853,392 33,254 | 애선스-클라크카운티 지구            | 213,750        | 오글소프     | 15,259    |
| 애틀랜타-애선스-클라크카운티-샌디스프링스 지구 | 6,853,392 33,254 | 게인즈빌 지구                       | 204,441        | 홀           | 204,441   |
| 애틀랜타-애선스-클라크카운티-샌디스프링스 지구 | 6,853,392 33,254 | 라그란지 지구                       | 103,176 33,254 | 트루프       | 69,922    |
| 애틀랜타-애선스-클라크카운티-샌디스프링스 지구 | 6,853,392 33,254 | 라그란지 지구                       | 103,176 33,254 | 챔버스       | 33,254    |
| 애틀랜타-애선스-클라크카운티-샌디스프링스 지구 | 6,853,392 33,254 | 롬 지구                             | 98,498         | 플로이드     | 98,498    |
| 애틀랜타-애선스-클라크카운티-샌디스프링스 지구 | 6,853,392 33,254 | 제퍼슨 지구                         | 72,977         | 잭슨         | 72,977    |
| 애틀랜타-애선스-클라크카운티-샌디스프링스 지구 | 6,853,392 33,254 | 코넬리아 지구                       | 45,328         | 하버샴       | 45,328    |
| 애틀랜타-애선스-클라크카운티-샌디스프링스 지구 | 6,853,392 33,254 | 시더타운 지구                       | 42,613         | 포크         | 42,613    |
| 애틀랜타-애선스-클라크카운티-샌디스프링스 지구 | 6,853,392 33,254 | 토마스턴 지구                       | 26,320         | 업슨         | 26,320    |
| 애틀랜타-애선스-클라크카운티-샌디스프링스 지구 | 6,853,392 33,254 | 토코아 지구                         | 25,925         | 스티븐스     | 25,925    |
| 없음                                           | 없음             | 터스컬루사 지구                     | 252,047        | 터스컬루사   | 209,355   |
| 없음                                           | 없음             | 터스컬루사 지구                     | 252,047        | 피켄스       | 19,930    |
| 없음                                           | 없음             | 터스컬루사 지구                     | 252,047        | 헤일         | 14,651    |
| 없음                                           | 없음             | 터스컬루사 지구                     | 252,047        | 그린         | 8,111     |
| 없음                                           | 없음             | 플로렌스-머슬쇼얼스 지구            | 149,358        | 로더데일     | 92,729    |
| 없음                                           | 없음             | 플로렌스-머슬쇼얼스 지구            | 149,358        | 콜버트       | 55,241    |
| 없음                                           | 없음             | 애니스턴-옥스퍼드 지구              | 113,605        | 캘훈         | 113,605   |
| 없음                                           | 없음             | 게이즈던 지구                       | 102,268        | 에토와       | 102,268   |
| 없음                                           | 없음             | 앨버트빌 지구                       | 96,774         | 마셜         | 96,774    |
| 없음                                           | 없음             | 엔터프라이즈 지구                   | 52,342         | 커피         | 52,342    |
| 없음                                           | 없음             | 트로이 지구                         | 33,114         | 파이크       | 33,114    |
| 없음                                           | 없음             | 유폴라 지구                         | 26,985 2,299   | 바버         | 24,686    |
| 없음                                           | 없음             | 유폴라 지구                         | 26,985 2,299   | 키트먼       | 2,299     |
| 없음                                           | 없음             | 없음                                | 없음           | 커빙턴       | 37,049    |
| 없음                                           | 없음             | 없음                                | 없음           | 프랭클린     | 31,362    |
| 없음                                           | 없음             | 없음                                | 없음           | 매리언       | 29,709    |
| 없음                                           | 없음             | 없음                                | 없음           | 체로키       | 26,196    |
| 없음                                           | 없음             | 없음                                | 없음           | 윈스턴       | 23,629    |
| 없음                                           | 없음             | 없음                                | 없음           | 클라크       | 23,622    |
| 없음                                           | 없음             | 없음                                | 없음           | 랜돌프       | 22,722    |
| 없음                                           | 없음             | 없음                                | 없음           | 먼로         | 20,733    |
| 없음                                           | 없음             | 없음                                | 없음           | 버틀러       | 19,448    |
| 없음                                           | 없음             | 없음                                | 없음           | 마렝고       | 18,863    |
| 없음                                           | 없음             | 없음                                | 없음           | 메이컨       | 18,068    |
| 없음                                           | 없음             | 없음                                | 없음           | 페이엣       | 16,302    |
| 없음                                           | 없음             | 없음                                | 없음           | 클리번       | 14,910    |
| 없음                                           | 없음             | 없음                                | 없음           | 러마         | 13,805    |
| 없음                                           | 없음             | 없음                                | 없음           | 크렌쇼       | 13,772    |
| 없음                                           | 없음             | 없음                                | 없음           | 클레이       | 13,235    |
| 없음                                           | 없음             | 없음                                | 없음           | 촉토         | 12,589    |
| 없음                                           | 없음             | 없음                                | 없음           | 섬터         | 12,427    |
| 없음                                           | 없음             | 없음                                | 없음           | 코네쿠       | 12,067    |
| 없음                                           | 없음             | 없음                                | 없음           | 윌콕스       | 10,373    |
| 없음                                           | 없음             | 없음                                | 없음           | 블록         | 10,101    |
| 없음                                           | 없음             | 없음                                | 없음           | 페리         | 8,923     |
| 앨라배마                                       | 앨라배마         | 앨라배마                            | 앨라배마       | 앨라배마     | 4,905,514 |

## 참고
- 인구 수는 2019년 기준이며 단위는 '명'이다.
- 몽고메리군은 앨라배마주 행정 기관들이 있는 몽고메리가 있기 때문에 굵은 글씨로 표기했다.

## 같이 보기
- 대도시 통계 지구